# Gaspard Théodore Mollien

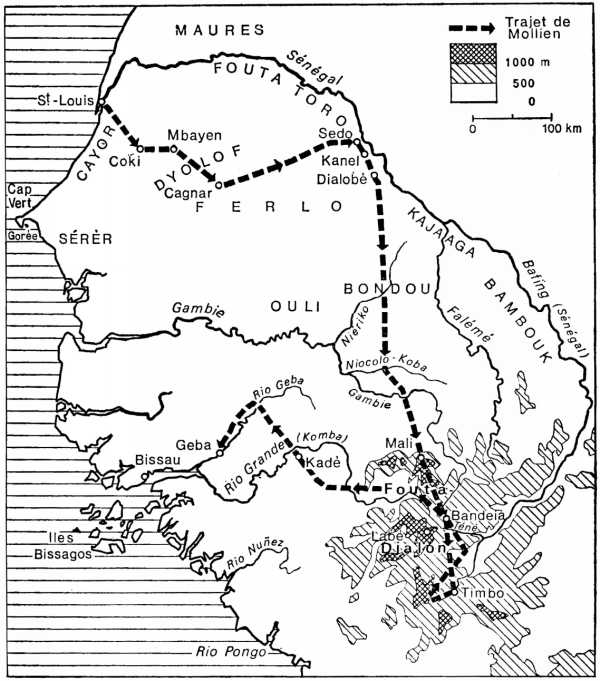
Door Gaspard Théodore Mollien afgelegde reisroute in West-Afrika

Gaspard Théodore Mollien (Paris, 29 augustus 1796 – Nice, 28 juni 1872) was een Frans diplomaat en ontdekkingsreiziger. 
In juli 1816 ging hij als passagier aan boord van de fregat Medusa, onderweg naar Saint-Louis. Ten zuiden van Cap Blanc leed het schip schipbreuk, die hij overleefde. Hij begaf zich uiteindelijk naar het eiland Gorée voor de kust van Senegal, waar hij werkzaam was als directeur van een ziekenhuis. 
In 1817 verkende hij Kaap Verde en reisde hij over de rivier de Sénégal. Het jaar daarop kreeg hij van de koloniale gouverneur de opdracht om de bronnen van de rivieren de Senegal, de Gambia en de Niger vast te stellen. Deze expeditie begon hij in januari 1818. Hij bereisde de landen Senegal, Guinee en Portugees-Guinea. Tijdens de reis slaagde hij er niet in de bron van de Niger te lokaliseren. In 1819 werd hij onderscheiden met het Kruis van het Legioen van Eer voor zijn Afrikaanse heldendaden. De reis heeft hij beschreven in een boek, getiteld Voyage dans l’interieure de l’Afrique (1820).
Vanaf 1822 was hij gestationeerd in Colombia en daarna in Haïti, waar hij in 1828 tot consul werd benoemd. In de jaren 1831 tot 1848 was hij consul in Havana in Cuba.

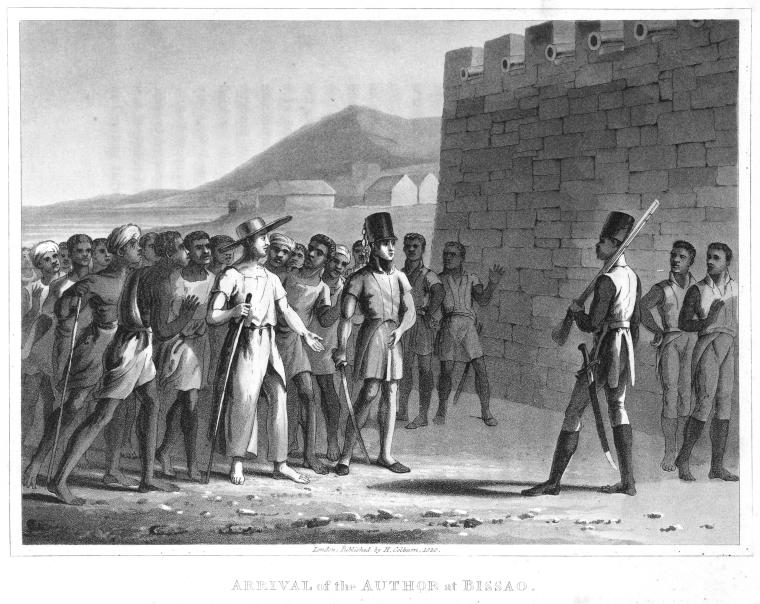
Aankomst van Gaspard Théodore Mollien in Bissao (1818)